# مايكل باركنسون
مايكل باركنسون (بالإنجليزية: Micheal Parkinson) (مواليد 29 مارس 1935) صحفي ومذيع وكاتب ومقدم برامج تلفزيونية بريطاني، اشتهر بتقديمه برنامج حواري اسمه باركنسون لمدّة 20 سنة.

## الحياة المبكّرة
وُلد باركنسون في 29 مارس سنة 1935 في كودوورث بالمملكة المتحدة، كان والده عامل بمنجم. درس في مدرسة قواعد بمسقط رأسه. كان مايكل لاعب كريكت.

## الحياة المهنية
اشتهر مايكل باركنسون بتقديمه برنامج حواري اسمه "باركنسون" للمرة الأولى بين عامي 1971 و1982 ثم من 1998 إلى 2007 على قناتي BBC وITV حيث استضاف خلال هذه السنوات شخصيات عالمية ومشاهير من رياضيين وفنانيين وسياسيين، أمثال الملاكم محمد علي والمغنية مادونا وسيلين ديون وغيرهم.
كما عمل في الإذاعة من خلال Radio BBC 4 من 1985 إلى غاية 1988 .
في سنة 1980 كتب باركنسون سلسلة كتب أطفال كما كتب مقالات رياضية في أعمدة كل من صحيفتي صنداي تايمز وديلي تلغراف كما أنه رئيس رابطة الصحفيين الرياضيين، نشر سنة 2008 سيرته الذاتيّة تحت عنوان «باركي: سيرتي الذاتيّة».

## الحياة الشخصية
مايكل باركنسون متزوج من ماري باركنسون منذ 22 أوت 1959 وأنجبا ثلاثة أبناء «أندرو» (1960)، «نيكولاس» (1964)، «مايكل جونيور» (1967) ولهما ثمانية أحفاد.

## التقدير
- وصفته الغارديان بأنه «مضيف برنامج حواري بريطاني كبير»[7]
- منحته جامعة ليكولن درجة الدكتوراه الفخرية سنة 1999 .[13]
- قُلِّد لقب فارس من الملكة إليزابيث الثانية في قصر بكنغهام سنة 2008.[14]
- حاز على رتبة قائد من رتبة الإمبراطورية البريطانية سنة 2000 من قبل الأمير تشارلز.[15]

## وفاته
توفي مايكل باركنسون في 17 أغسطس عام 2023 عن عمر ناهز الثامنة والثمانين.